# Scotty James
Scotty James (Melbourne, 6 luglio 1994) è uno snowboarder australiano, vincitore di due medaglie olimpiche nell'halfpipe e tre volte campione mondiale nella stessa disciplina.

## Biografia
James ha iniziato a disputare i suoi primi Mondiali e le sue prime gare di Coppa del Mondo nel 2009. Partecipando ai Giochi olimpici di Vancouver 2010, all'età di 15 anni, è diventato l'olimpionico australiano più giovane a prendere parte alle Olimpiadi a distanza di 50 anni.
A Soči 2014 fa la sua seconda esperienza olimpica gareggiando sia nell'halfpipe sia nello slopestyle. Ai Mondiali di Kreischberg 2015 vince la medaglia d'oro nell'halfpipe e conferma il titolo ai successivo campionati di Sierra Nevada 2017. Alle Olimpiadi di Pyeongchang 2018 sale sul podio, ottenendo la medaglia di bronzo piazzandosi dietro il giapponese Ayumu Hirano e lo statunitense Shaun White che si è aggiudicato l'oro olimpico per la terza volta in carriera. Ai Mondiali di Park City 2019 si riconferma per la terza volta consecutiva campione nell'halfpipe. Nell'edizione successiva a Bakuriani 2023 si piazza solo quinto nella finale dell'halfpipe, mentre due anni dopo a Engadina 2025 torna sul gradino più alto del podio vincendo il suo quarto oro iridato.

## Palmarès

### Olimpiadi
- 2 medaglie:
  - 1 argento (halfpipe a Pechino 2022)
  - 1 bronzo (halfpipe a Pyeongchang 2018)

### Mondiali
- 5 medaglie:
  - 4 ori (halfpipe a Kreischberg 2015; halfpipe a Sierra Nevada 2017; halfpipe a Park City 2019; halfpipe a Engadina 2025)
  - 1 argento (halfpipe ad Aspen 2021)

### Winter X Games
- 11 medaglie:
  - 7 ori (superpipe ad Aspen 2017; superpipe ad Aspen 2019; superpipe ad Aspen 2020; superpipe ad Aspen 2022; superpipe ad Aspen 2023; superpipe ad Aspen 2024; superpipe ad Aspen 2025)
  - 2 argenti (superpipe ad Aspen 2018; superpipe ad Aspen 2021)
  - 2 bronzi (superpipe ad Aspen 2016; dual slalom ad Aspen 2017)

### Coppa del Mondo
- Vincitore della Coppa del Mondo di freestyle nel 2020
- Vincitore della Coppa del Mondo di halfpipe nel 2014, nel 2017 e nel 2020
- 17 podi:
  - 10 vittorie
  - 6 secondi posti
  - 1 terzo posto

#### Coppa del Mondo - vittorie
| Data             | Luogo           | Paese         | Disciplina |
| ---------------- | --------------- | ------------- | ---------- |
| 19 febbraio 2017 | Pyeongchang     | Corea del Sud | HP         |
| 8 dicembre 2018  | Copper Mountain | Stati Uniti   | HP         |
| 19 gennaio 2019  | Laax            | Svizzera      | HP         |
| 14 dicembre 2019 | Copper Mountain | Stati Uniti   | HP         |
| 22 dicembre 2019 | Secret Garden   | Cina          | HP         |
| 18 gennaio 2020  | Laax            | Svizzera      | HP         |
| 16 dicembre 2022 | Copper Mountain | Stati Uniti   | HP         |
| 8 dicembre 2023  | Secret Garden   | Cina          | HP         |
| 20 gennaio 2024  | Laax            | Svizzera      | HP         |
| 18 gennaio 2025  | Laax            | Svizzera      | HP         |

Legenda:

HP = Halfpipe